# Астрономически спътник
Астрономически спътник, космическа обсерватория или космически телескоп е инструмент в космоса, предназначен за наблюдаване и изследване на космически обекти.
Тъй като земната атмосфера блокира или изкривява някои спектри на електромагнитния спектър, космосът е по-добра среда за установяване на обсерватории. В космоса времето никога не е облачно и космическите обсерватории могат да правят изследвания безпрепятствено.
Към април 2008 година има изстреляни над 60 космически обсерватории за наблюдаване в различни спектри, както следва:
- гама-лъчи – 12 обсерватории (първата е изстреляна през 1972)
- рентгенови лъчи – 29 обсерватории (първата е изстреляна през 1970)
- ултравиолетови лъчи – 14 обсерватории (първата е изстреляна през 1968)
- видим спектър – 5 обсерватории (първата е изстреляна през 1989)
- инфрачервени лъчи – 8 обсерватории (първата е изстреляна през 1983)
- микровълни – 2 обсерватории (първата е изстреляна през 1989)
- радиовълни – 1 обсерватория, изстреляна през 1997

## Някои космически лаборатории
- Космическа гама лаборатория Комптън[1] (1991 - 2000) с инструменти от 20 keV до 30 GeV за картографиране на небесната сфера и откриване на γ-източници.
- За изследване на Слънцето през 1995 г. е изстрелян СОХО [2], функциониращ и до днес. Разположен е на орбита около земната точка на Лагранж L1.
- Най-известната космическа обсерватория е космическия телескоп Хъбъл[3], изстрелян през 1990 година. Задачата му е изследване на далечния космос, движи се на геоцентрична орбита с височина 540 км. Функциониращ.
- Чандра[4] (1999) за изследване на далечни обекти в рентгеновия диапазон, движи се по силно елиптична орбита около Земята.
- Спицър[5] (2004) на хелиоцентрична орбита, за наблюдение на космоса в инфрачервения диапазон.
- На 25 декември 2021 е изстрелян най-новият космически телескоп Джеймс Уеб[6], работещ в инфрачервения спектър. Ще бъде разположен на орбита около земната точка на Лагранж L2 за изследване на отдалечени галактики.